# Kastell Annamatia

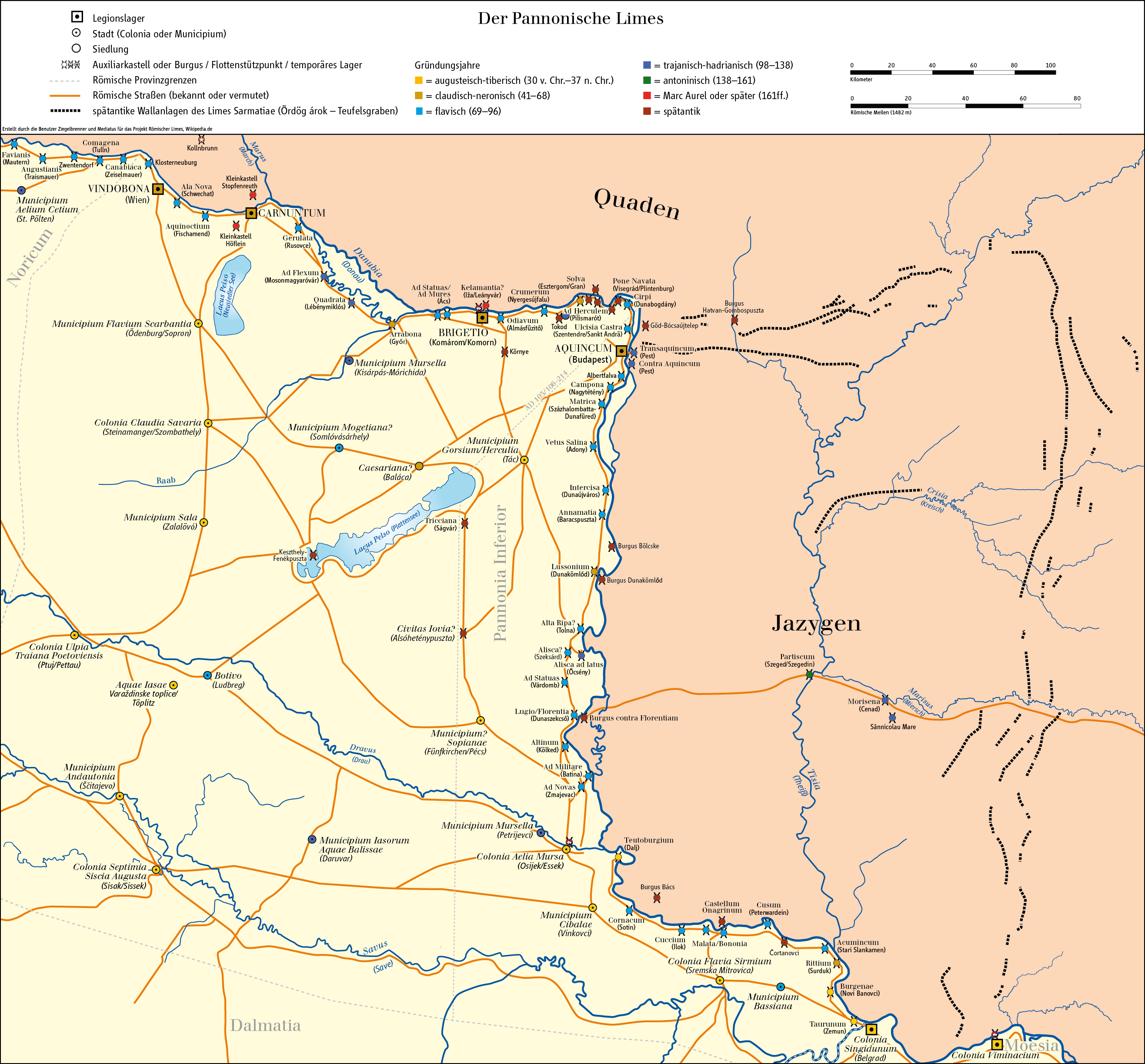
Die Lage von Annamatia am niederpannonischen Donaulimes.

Das Kastell Annamatia war ein römisches Militärlager, dessen Besatzung für Sicherungs- und Überwachungsaufgaben am pannonischen Donaulimes zuständig war. Der Strom bildete in weiten Abschnitten die römische Reichsgrenze. Die sich unmittelbar am Hochufer der Donau befindenden Reste des Kastells liegen in der Flur Baracspuszta im Südosten des ungarischen Dorfes Baracs im Komitat Fejér. Die nächstgelegene Stadt, Dunaújváros, befindet sich nur wenige Kilometer nördlich. Insbesondere durch den im frühen 2. Jahrhundert errichteten zwingerartigen Bau seines Nordtores ist Annamatia einem größeren Fachpublikum bekannt geworden.

## Lage

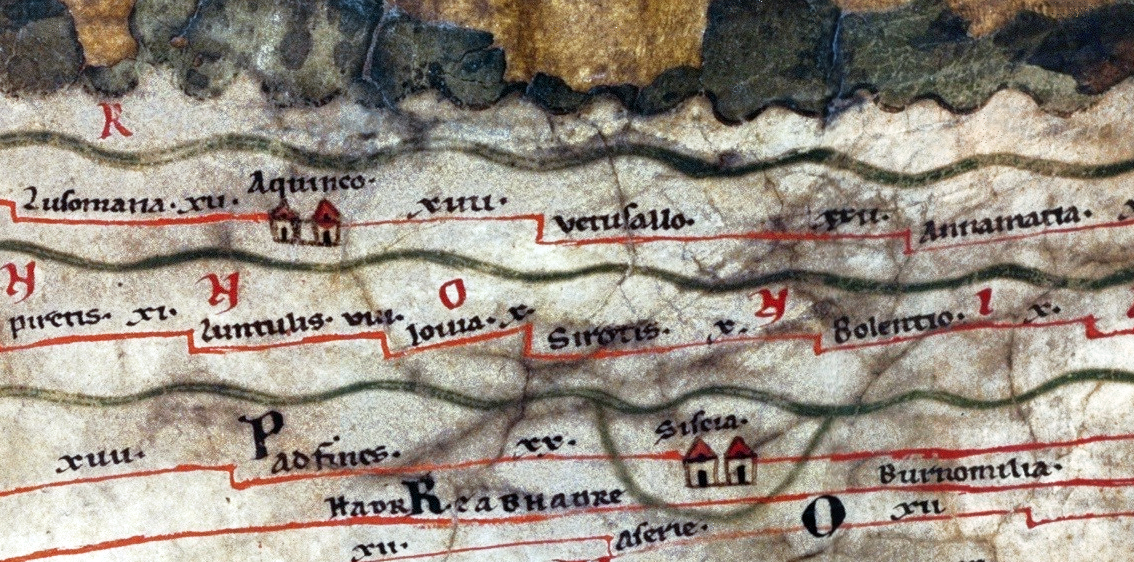
Die Limesstraße Aquincum – Vetus Salina (Vetusallo) – Annamatia (ganz rechts) im oberen Bildbereich der Tabula Peutingeriana.

Der Name Annamatia wird unter anderem auf der Kopie einer spätantiken Straßenkarte, der Tabula Peutingeriana, genannt. Das Kastell liegt östlich der von Aquincum über das etwas nördlicher gelegene Hilfstruppenkastell Dunaújváros führenden Limesstraße, in einer Senke unmittelbar am damals von Überschwemmungen bedrohten Westufer der Donau. Der über dem Hochufer des Flusses gelegene Standort wies allerdings auf seiner Landseite in Richtung Norden, Süden und Westen nur ein beschränktes Sichtfeld auf. Um dieses Manko etwas auszugleichen und um vor drohendem Hochwasser sicher zu sein, wurde die Festung auf einer leichten Geländekuppe errichtet. Bei feuchten klimatischen Bedingungen und Überschwemmungen konnte das Wasser aufgrund des stellenweise vorhandenen Lehmbodens nur langsam abfließen und bildete zeitweilig sumpfartige Abschnitte, die in Schönwetterphasen rasch wieder austrockneten. Im 4. Jahrhundert versuchten die römischen Ingenieure, die mangelhafte Rundumsicht durch die Errichtung je eines nördlich und südlich der Senke auf höher gelegenem Terrain postierten Wachturmes auszugleichen.

## Forschungsgeschichte
Im Bereich des nördlichen Kastellwalls wurde eine spätbronzezeitliche Schicht der Urnenfelderkultur beobachtet. Dies weist auf die frühe Besiedlung dieses Platzes hin, wie sie sich auch an anderen Stellen auf dem Gemeindegebiet von Baracs nachweisen lässt. Der Fundplatz selbst ist schon seit mehreren Generationen bekannt und erhebt sich noch heute rund 3 bis 4 Meter über das umliegende Gelände. Dennoch blieben systematische Grabungen in der Flur Baracspuszta bis weit in das 20. Jahrhundert aus. Noch im 18. Jahrhundert war der Kastellgrundriss anhand der Mauerreste gut zu erkennen. Dies verdeutlicht eine – in diesem Zusammenhang jedoch sehr ungenaue – Karte des italienischen Offiziers und Gelehrten Luigi Ferdinando Marsigli (1658–1730) von 1726. Etwas später wurde der Grundriss in teilweise realistischerer Form auf der detaillierten Landkarte des Michael Karpe von 1775 abgebildet. Insbesondere der östlich gelegene vordere Teil des Lagers, die Praetentura mit den dortigen Kasernenbauten und der Porta praetoria, dem zur Donau gerichtete Haupttor der Befestigung, war bereits von der Donau abgetragen worden. Die Kastellwälle öffneten sich bereits U-förmig zum Flussufer hin und im Inneren ließen sich über dem Bodenniveau keine Mauerzüge mehr ausmachen. Der ungarische Statistiker und Geograph Elek Fényes (1807–1876) berichtet um 1850, dass man
„...hier vor einigen Jahren an einer Anhöhe unter dem Erdboden ein Haus römischer Art, mit unterschiedlichen Gefäßen, Münzen und bildlichen Darstellungen…“
gefunden habe. Auch Ziegelstempel der Cohors VII Breucorum (7. Kohorte der Breuker) kamen hier zu Tage. Zwischen 1860 und 1870 wurde ein Weinberg auf dem Areal des Kastells angelegt. In den ausgehenden 1860er Jahren kamen beim Tiefpflügen wieder Mauerreste zu Tage, die jedoch ohne jede Sachkenntnis und der damit verbundenen Sorgfalt freigelegt wurden. Viele weitere Zufallsfunde wurden von Bauern aus dem Boden geborgen, darunter ein Altarstein und einige hundert antike Münzen.
Der erste Archäologe von Rang, der den Fundplatz untersuchte, war Flóris Rómer (1815–1889), der Begründer der archäologischen Forschung in Ungarn. Er vermaß unter anderem die zu seiner Zeit noch erhaltenen Reste der Umwallung. Ihm nachfolgend gelang es am Ende des 19. Jahrhunderts dem Archäologiepionier Mór Wosinsky (1854–1907) erstmals, das Kastell von Baracspuszta als das antike Annamatia zu identifizieren. Ab 1999 fanden nach modernen Methoden durchgeführte Ausgrabungskampagnen unter der Leitung des Historikers und Archäologen Péter Kovács von der Katholischen Péter-Pázmány-Universität statt. Von 2000 bis 2001 wurde die Porta principalis sinistra untersucht und von 2005 bis 2006 fanden die Ausgrabungen mit der Freilegung der Porta decumana ihren Abschluss.

## Baugeschichte
Zum Fundgut aus Annamatia gehört eine große Menge an Terra-Sigillata-Keramik, die aus den letzten Jahrzehnten des 1. Jahrhunderts n. Chr. stammt. Dieses Material deutete bereits in der Vergangenheit auf ein Vorgängerkastell in Holz-Erde-Bauweise hin, wie es sich auch an vielen anderen Garnisonsorten am Limes nachweisen ließ. Doch erst während der Ausgrabungen durch Kovács konnte unter dem – nach Ausweis von Terra Sigillata-Scherben – um 150 errichteten Erddamm, der als Wehrgang hinter der eigentlichen Kastellmauer lag, ein noch älterer Wall aus grauem Lehm entdeckt werden, der während der späteren Bauphase des Steinkastells nicht vollständig einplaniert worden war. Aus dem Inneren dieses älteren Damms wurde Terra Sigillata der claudisch-vespasianischen Zeit geborgen. Es wurde nachgewiesen, dass das unter der Herrschaft des Kaisers Vespasian (69–79) erbaute Holz-Erde-Lager ungefähr die gleichen Ausmaße besessen hat wie das spätere Steinkastell. Ein untersuchter Abschnitt des noch zum Holz-Erde-Lager gehörenden Grabens war 2,2 Meter breit und einen Meter tief.
Der Untergang der Garnison vollzog sich möglicherweise während eines im Jahr 374 vorgetragenen Einfalles der germanischen Quaden und ihrer Verbündeten, der Jazygen. Dieser für Pannonien verheerende Rachefeldzug wurde durch die heimtückische Ermordung des Quadenkönigs Gabinius ausgelöst, die der damalige Oberbefehlshaber (Dux Valeriae ripensis) der Provinz Valeria, Marcellianus zu verantworten hatte. Als Beleg führte Kovács einen Münz-Hortfund an, der während der Grabungen im Eingangsbereich des nordwestlichen Eckturms zu Tage kam.
In nachantiker Zeit fiel die Kastellruine der anhaltenden Fluvialerosion zum Opfer, die beständig Sedimente aus dem Uferhang abschwemmt und dadurch bis heute schon zwei Drittel der Baureste fortgerissen hat. Zudem wurde das Steinmaterial des Kastells ab dem späten 18. Jahrhundert von der in der Umgebung siedelnden Bevölkerung systematisch und stellenweise bis zu den Fundamenten ausgebrochen. Der Grund hierfür lag in der umfangreichen Neubesiedlung Ungarns – insbesondere durch deutsche Kolonisten – nach den verheerenden Türkenkriegen. Die Soldaten des osmanischen Sultans hatten dabei auch die Dörfer Baracs und Kisapostag zerstört und die angestammte ungarische Bevölkerung vertrieben oder getötet. Ein großer Teil des Baumaterials aus dem Kastellareal wurde auch für mehrere Herrenhäuser benötigt, da das Land um die Flur Baracspuszta nach der Befreiung von der osmanischen Vorherrschaft auch an adelige Familien vergeben wurde.

### Umwehrung
Die ursprünglich von Rómer vermessenen, durch die Zerstörungen des Flusses nur noch fragmentarisch auswertbaren Fundamente der Umfassungsmauern des Kastells betrugen 80 × 40 Klafter (rund 152 × 76 Meter). Dies entspricht auch den später durchgeführten Nachmessungen. In der Forschung geht man heute davon aus, dass die Fortifikation ursprünglich eine Fläche von rund 160 × 180 Metern beansprucht haben und damit für die Stationierung einer Kohorte gedacht gewesen sein könnte. Dies wird auch durch das bisherige Fundmaterial bestätigt.
Ziegelstempel der Cohors VII Breucorum wurden in mehreren römischen Niederlassungen am unterpannonischen Limes gefunden. Das Stammlager dieser Truppe lag im Gebiet von Dunaszekeső, die Einheit betrieb dort ihre eigene Ziegelei und belieferte mehrere Baustellen im Umland. Ihre in Annamatia aufgetauchten Ziegelstempel sind noch zusätzlich mit dem Ehrennamen Maximiana versehen, den die Breukerkohorte während der Herrschaft von Kaiser Maximinus Thrax (235–238) verliehen bekam. Da diese Stempel im Kastellbereich vor allem an der Porta principalis sinistra und am nordwestlichen Eckturm gefunden wurden, muss von einer Renovierung, einem Wiederaufbau und/oder einer Umbaumaßnahme während der 1. Hälfte des 3. Jahrhunderts ausgegangen werden. Die Cohors VII Breucorum ist in Annamatia auch mit ihren Ehrennamen
- Alexandriana, verliehen unter Kaiser Severus Alexander (222–235) und
- Philippiana, verliehen unter Kaiser Philippus Arabs (244–249) vertreten.

Neben diesen sind hier auch Ziegelstempel der in Aquincum (Budapest) stationierten Legio II Adiutrix entdeckt worden.
Wie die Untersuchungen von Kovács ergaben, war die auf kalkhaltigen und lehmigen Boden stehende Anlage nach den für mittelkaiserzeitliche Kastelle typischen Aufbauschematismus errichtet worden. Die Ecken der rund einen Meter breiten steinernen Wehrmauer waren abgerundet (sog. Spielkartenform) und mit je einem im Inneren an die Mauer angesetzten, trapezförmigen Eckturm verstärkt. Kovács konnte bis 2004 die Reste des südwestlichen und nordwestlichen Eckturmes ergraben. Die Wehrmauer stand auf einem 0,75 Meter hohen Fundament, wobei die letzten vier Steinreihen in Ton gesetzt waren. Die rechteckige Befestigung besaß vier Tore, je eines an jeder Längs- und Breitseite. Zwei dieser Zugänge standen sich dabei direkt gegenüber. Hinter der Wehrmauer erhob sich eine aus Rasensoden und aus dem tonhaltigen Aushubmaterial des Kastellgrabens aufgeworfene, 3,8 Meter breite Erdrampe, die zum Lagerinneren hin schräg nach unten abfiel und vor der Via sagularis, einer um das gesamte Lagerinnere führende Straße, endete. Diese Rampe diente als Wehrgang und Abstützung der mit Zinnen als Brustwehr bekrönten Kastellmauer. Vor dieser Mauer lag als Annäherungshindernis ein Doppelspitzgraben.
In der Spätantike wurde die Anlage neuerlich umgebaut bzw. modernisiert. Darauf deutet das Fundament eines für diese Epoche typischen fächerförmigen Eckturms an der nordwestlichen Ecke der Wehrmauer hin, das auf einem Luftbild von 1940 noch gut zu erkennen war. Auf demselben Foto zeichnete sich auch die von zwei Türmen flankierte Porta decumana, das rückwärtige Ausfalltor des Kastells ab, die sich an der nordsüdlich verlaufenden westlichen Schmalseite der Anlage befand. Die Ausgrabungen von Kovács bestätigten den Umbau der Türme während der Spätantike. Nach Ausweis einer unter Kaiser Konstantin II. (337–340) geprägten Fundmünze aus den zugeschütteten Kastellgräben der Prinzipatszeit erhielten die bis dahin trapezförmigen Ecktürme ihre neue, fächerförmige Ausprägung frühestens in dieser Zeit, wobei sie mit ihrer abgerundeten Front weit über die Wehrmauer in den Bereich des bisherigen Kastellgrabens hervorragten. Die neuen bastionsartigen Fächertürme – der Nordwestturm war 1,80 Meter stark – machte die Anlage eines neuen, rund 20 Meter breiten Kastellgrabens notwendig, der schon von älteren Luftbildern her bekannt war und mit rund 15 Metern angegeben wurde. Kovács konnte bei seinen Grabungen außerdem feststellen, dass die Porta decumana im Laufe des 4. Jahrhunderts vermauert worden war, was durch eine U-förmige, drei Meter starke Vormauer geschah, die mit ihren Enden an den beiden Tortürmen ansetzte. Ob die Anlage der Fächertürme und die teilweise Vermauerung von Kastelltoren zeitgleich anzusetzen ist, wird von Wissenschaftlern immer noch diskutiert. Im Schutt der U-förmigen Vermauerung an der Porta decumana fand Kovács 2005 insgesamt 50 gestempelte Ziegel des damaligen Oberkommandeurs der Provinz, Terentius dux, was eine ganz konkrete zeitliche Zuordnung dieser Baumaßnahme während der Regierungszeit des Kaisers Valentinian I. (364–375) möglich macht.

### Porta principalis sinistra (Nordtor)
Kovács stellte während der Grabungskampagnen zwischen 2000 und 2001 fest, dass die Wehrmauer im Bereich der von ihm untersuchten Porta principalis sinistra, dem Nordtor in Annamatia, rund 40 Zentimeter höher gegründet war als die beiden Flankentürme des Tores. Er ging aber dennoch davon aus, dass Mauer und Türme gleichzeitig entstanden sein mussten.
Das in die westöstlich verlaufende nördliche Wehrmauer des Kastells gebaute Nordtor von Annamatia gehört dem Tortyp mit zurückspringenden Seitentürmen an, wie er in ähnlicher Form schon im klassischen Athen und später auch in Pompeji errichtet wurde. Insbesondere die Holz-Erde-Lager aus der Regierungszeit des Kaisers Augustus (31 v. Chr.–14 n. Chr.), aber auch einige, die schon der flavischen Epoche (69–96) angehörten, wiesen noch vorgelagerte, hofartige Zwinger auf. Im ungarischen Teil von Pannonien war bis zu den Grabungen von Kovács ab 1999 noch kein römischer Torbau in dieser Ausführung bekannt. Der Torabschluss am Kastell Annamatia befand sich weit hinter der Wehrmauer. Deren Endstücke setzte jeweils an den beiden äußeren Ecken der äußeren Turmfronten an und führte von dort im rechten Winkel fünf Meter nach Norden, um sich dann L-förmig wieder an die Wehrmauer anzuschließen. Auch hinter den einknickenden zangenartigen Mauern konnte der Erddamm des Wehrganges beobachtet werden.
Der guterhaltene, rechteckige östliche Torturm mit seinem südlich liegenden, 0,60 Meter breiten Eingang besaß Außenmaße von 2,90 × 3,70 Metern und Innenmaße von 1,50 × 2,50 Metern. Seine Mauern waren zwischen 0,60 und 0,65 Meter breit. Das aufgehende Mauerwerk war noch rund 0,70 bis einen Meter hoch erhalten, im Inneren konnte nur ein gekiestes antikes Laufniveau festgestellt werden. Das vorspringende Fundament, dessen Steine in Mörtel gesetzt worden waren, wurde mit einer Höhe von 1,6 Metern vermessen. Es stellte sich weiters heraus, dass die Porta principalis sinistra nur mit einer Durchfahrt versehen war.
Der Westturm des Tores war mit seinen 0,60 Meter dicken Mauern ähnlich konstruiert wie sein östliches Pedant, jedoch mit einer noch feststellbaren Höhe von 0,70 bis 0,80 Metern wesentlich schlechter erhalten. Seine äußeren Abmessungen waren 2,5 × 3,7 Meter, im Inneren wurde er mit 1,30 × 2,50 Metern vermessen. Dort fand sich auf dem ältesten antiken Laufniveau ein Sesterz, der während der Regierungszeit des Kaisers Trajan (98–117) zwischen 104 und 111 geprägt wurde. Die rechtwinklig an der Wehrmauer ansetzende Nordwand des Turmes war durch Steinraub bis zum Fundament ausgebrochen. Sein südlich liegender Eingang war 0,90 Meter breit. Das 0,70 Meter hohe, in Lehm gesetzte Fundament sprang im Gegensatz zur Gründung des Ostturmes nicht markant hervor. Charakteristischstes Merkmal dieses Torturmes war ein kleiner, 20 Zentimeter hervorspringender Stützpfeiler an der inneren Wange des Turmes. Im Inneren sowie außerhalb des Turmes konnte eine 0,50 bis 0,60 Meter starke Verfüllung aus Kies, Sand und gelbem Ton festgestellt werden, die der spätrömischen Epoche angehört. Kovács vermutete, dass der hintere Teil des Turmes in dieser Zeit nicht mehr benutzt wurde.
Aufgrund der datierbaren Ziegelstempel nahm Kovács an, dass das Tor in der Zeit zwischen Severus Alexander und seinem Nachfolger Maximinus Thrax noch einmal renoviert worden sein muss. Für spätrömische Umbauten oder eine spätere Vermauerung konnten hingegen keine Hinweise gefunden werden, doch zeigen Stempel aus der Regierungszeit des Kaisers Valentinian I. (364–375) eine bis in die Spätantike kontinuierliche Verwendung des Tores.

### Via principalis
Während der Grabungen an der Porta principalis sinistra konnten sich Kovács und seine Grabungsmitarbeiter auch ein Bild von der Via principalis machen. Diese Straße verband das Nord- mit dem Südtor an den beiden Flanken des Kastells. Der Belag dieses Weges bestand aus einer 40 bis 60 Zentimeter dicken Kiesschicht, die mindestens zweimal völlig erneuert worden war. Unter der Kiesschicht wurden rund 20 × 30 Zentimeter große Steine beobachtet. Über dem Kiesniveau war später eine gelbe, lehmige Schicht aufgelegt worden, zu der horizontal verlegte Steine gehörten.
Die letzte Ausbaustufe der Via principalis wird wieder durch eine erneut aufgebrachte gelbliche Lehmschicht angezeigt, die wahrscheinlich bis in die Spätphase der Garnison bestand. Jedoch sind die jüngsten antiken Schichten der Straße möglicherweise durch die angetroffenen neuzeitlichen Störungen zerstört worden. Unter der Trasse befand sich ein 40 Zentimeter breiter steingefaßter V-förmiger Abwassergraben, dessen eingeschwemmte Verfüllung römische und prähistorische Tonscherben sowie einige Eierschalen barg. Das in Lehm gesetzte Natursteinmaterial des Kanals war mit Backsteinfragmenten durchsetzt. Zudem fand sich dort auch das Fragment eines dünnwandigen Terra-Sigillata-Bechers aus Norditalien. Die zeitliche Zuordnung dieses in das Baumaterial geratenen Fragments machte deutlich, dass der Drainagekanal zur ältesten Bauperiode des Kastells gehört.
Als Kanalabdeckung wurden Kalksteinplatten in unterschiedlicher Größenordnung verwendet. Am südlichen Ende dieses Abzugskanals wurde ein 0,45 × 0,60 Meter großer vertikaler Schacht freigelegt, durch den das Regenwasser in den Kanal einfließen konnte. Der Schacht, der von der Via principalis in den Kanal führte, wurde an der Oberseite von zwei U-förmig behauenen Steinen gefasst.

### Bauten im Lagerinneren
Rómer berichtete von einem 4 × 13 Klafter (7,60 × 24,70 Meter) großen Gebäude in der Mitte des Kastells, dessen Wände aus Ziegelmauerwerk aber damals bereits stark zerstört waren. Es wurde gemutmaßt, dass dieser Bau mit den Principia (Stabsgebäude) gleichgesetzt werden könnte. Der historisch interessierte Anwalt Lajos Hőke (1813–1891) erwähnt ein weiteres Gebäude im südlichen Bereich des Kastells, das einen mit 3 und 5 Klafter (5,70 und 9,50 Meter) vermessenen Terrazzo-Fußboden besaß.
Während der ab 2002 von Kovács begonnenen Ausgrabung des Stabsgebäudes fanden sich unter den in Steinbauweise errichteten Principia die Pfostengruben eines älteren Stabsgebäudes aus der Holz-Erde-Phase. Die jüngeren Principia waren so vollständig vom Steinraub betroffen, dass sich im besten Fall nur die letzte Steinreihe des Fundaments abzeichnete. Es ließ sich mit 24 Metern zumindest die Nord-Süd-Ausdehnung des Bauwerks bestätigen, die Rómer bereits festgestellt hatte. Im mutmaßlichen Bereich des einstmals rechteckigen Innenhofs fand sich ein Ziegelgrab des 4. Jahrhunderts, das auf eine Umnutzung des Kastellareals hinwies. Andere Zeugnisse der Veränderung fanden sich nahe der westlichen Wehrmauer im Lagerinneren. Dort war ein älterer Bau um die Mitte des 4. Jahrhunderts eingeebnet worden. Mehrere Funde aus der Spätzeit gehörten Frauen. So auch ein goldener Ohrring. Dies macht die Anwesenheit der Zivilbevölkerung innerhalb der Fortifikation zu jener Zeit deutlich.

### Bisher bekannte Chronologie des Kastells Annamatia
| Bauphase   | Datierung                                                             | Ereignis |
| ---------- | --------------------------------------------------------------------- | --- |
| Phase I    | zwischen 69 und 79 n. Chr.                                            | Errichtung eines Holz-Erde-Kastells in den ungefähren Dimensionen des späteren Steinkastells, Bau des Kanals unter der Via principalis. |
| Phase IIa  | um 150 n. Chr.                                                        | Errichtung des Steinkastells. |
| Phase IIb  | zwischen 222 und 249 n. Chr.                                          | Renovierungen, Wiederaufbau und/oder Umbauten am Kastell.                                                                               |
| Phase IIIa | nach 337 n. Chr., aber noch während der 1. Hälfte des 4. Jahrhunderts | Planierung der alten Gräben, Errichtung der fächerförmigen Ecktürme.                                                                    |
| Phase IIIb | um 350 n. Chr.                                                        | Niederlegung eines Bauwerks im Lagerinneren.                                                                                            |
| Phase IIIb | zwischen 364 und 375 n. Chr.                                          | Renovierungen, Wiederaufbau und/oder Umbauten am Kastell.                                                                               |
| Phase IV   | frühestens 374 n. Chr.                                                | In der Spätzeit halten sich Zivilisten im Lagerinneren auf, gewaltsame Zerstörung, Münz-Hortfund im nordwestlichen Eckturm.             |

## Truppe
2001 legte der Archäologe Barnabás Lőrincz (1951–2012) seine Zusammenstellung der Truppenkontingente an den Grenzorten des ungarischen Limes zur Prinzipatszeit vor. Daraus ergibt sich für Annamatia im Laufe der Jahrhunderte seiner Existenz folgende Zusammenstellung, wobei die spätrömische Einheit ergänzend hinzugefügt wurde.
| Zeitstellung    | Truppenname                                          | Bemerkung |
| --------------- | ---------------------------------------------------- | --- |
| ab 70 n. Chr.   | ?                                                    | Die Truppe, die das frühe Holz-Erde-Lager errichtete, ist bis heute namentlich nicht bekannt. |
| 106–118/119     | Cohors I Thracum Germanica ?                         | Ursprünglich in Thrakien, auf dem Gebiet des heutigen Bulgarien, ausgehoben, war die 1. Kohorte der Thraker „Germanica“ mit einiger Wahrscheinlichkeit auch hier stationiert. Ein Problem stellt bis heute die genaue Identifikation dieser Einheit dar, da es mehrere ähnlich lautende Verbände dieses Namens gab und bisher unklar ist, welche der bekannten Truppenverbände miteinander identisch waren bzw. wann es eventuell zu einer Namensänderung gekommen sein könnte. Sollte die um 100 in Mösien genannten Cohors I Thracum civium Romanorum pia fidelis dieselbe sein wie die aus der Provinz Niedergermanien stammende Cohors I Thracum Germanica, müssten die mit dem Ehrennamen Germanica ausgestatteten Thraker schon bald nach 98 aus der Provinz Niedergermanien, ihrem frühen Garnisonsort, abgezogen worden sein. In Dakien ist die Anwesenheit einer Cohors I Thracum civium Romanorum auch noch nach dem Ende der Dakerkriegen am 17. Februar 110 und am 2. Juli 110 belegt. Im Anschluss daran könnte die Einheit nach Annamatia verlegt worden sein. Andererseits wird die von der Forschung als Germanica identifizierte Einheit auch mit einer Cohors I Thracum gleichgesetzt, die von 74 bis 116 ständig in Obergermanien gelegen haben muss (laut Militärdiplom vom 21. Mai 74). Wann genau diese Einheit dann zwischen 116 und 138 nach Pannonien gekommen sein könnte, bleibt unbekannt. Gemeinsam mit der Thraker-Kohorte wechselte höchstwahrscheinlich auch ihr Kommandeur, der Treverer Sextus Iulius Primus, von Germanien nach Pannonien. Für die Identifizierung der Cohors I Thracum mit der Cohors I Thracum Germanica setzte sich auch der bekannte ungarische Archäologe Zsolt Visy ein. |
| 118/119–131/132 | Truppenverband unbekannten Namens                    | |
| ab 131/132      | Cohors I Thracum Germanica equitata civium Romanorum | Laut Barnabas Lőrincz lag ab dieser Zeit die 1. teilberittene Kohorte der Thraker römischen Bürgerrechts in Annamatia. |
| Spätantike      | Equites Dalmatae                                     | Im 4. Jahrhundert stellte eine Einheit dalmatinischer Reiter die Besatzung des Kastells. |

## Vicus und Gräberfeld

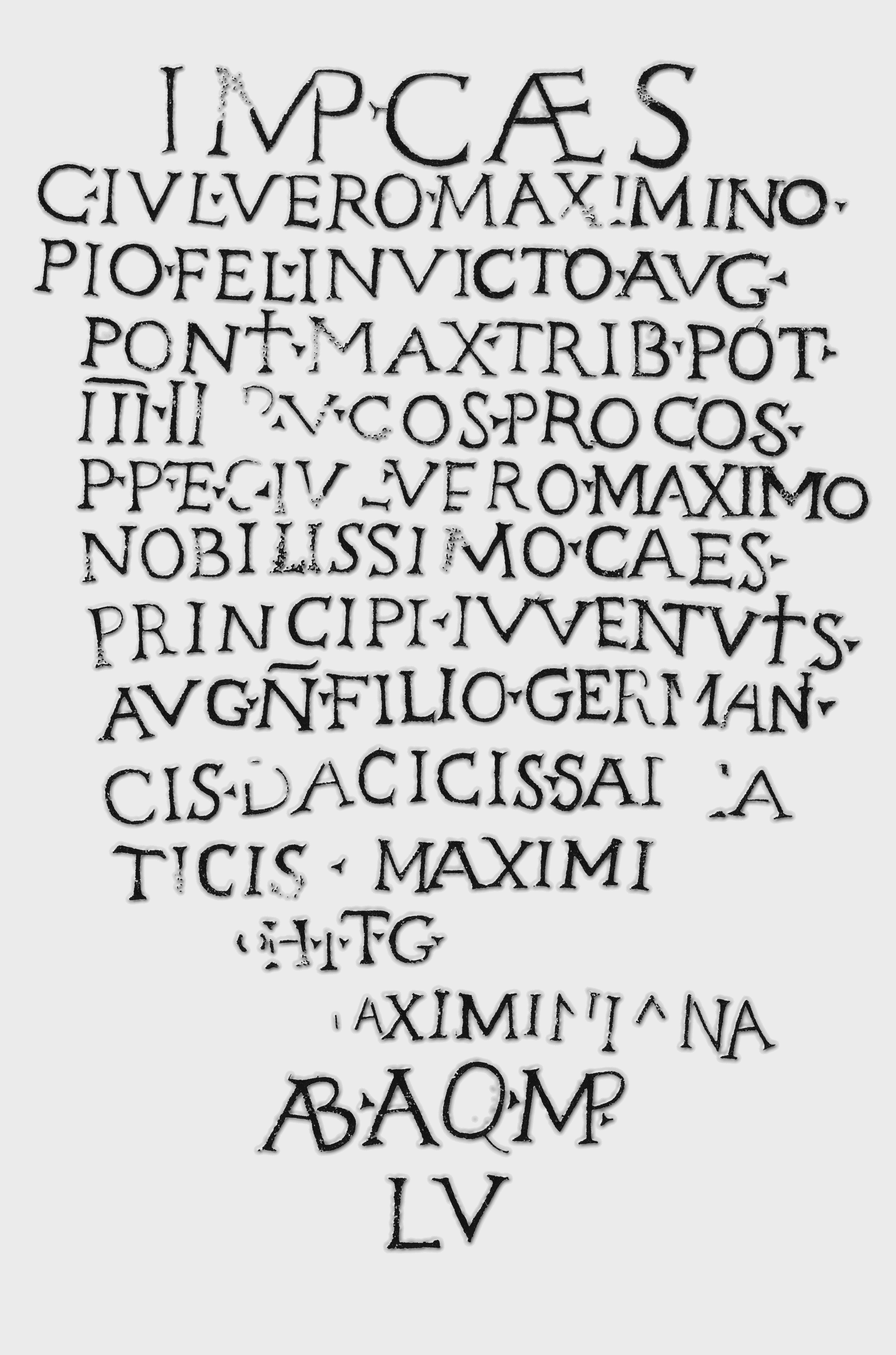
Inschrift des in Baracs gefundenen Meilensteins CIL III, 10639.

Das zivile Lagerdorf (Vicus) ist bislang nur durch Streufunde belegt und lässt sich hauptsächlich im Westen, aber auch im Norden der Befestigung nachweisen. Steinbauten wurden nördlich und südlich des Kastells in einer von der Donau fortschreitend angegriffenen Abbruchkante des Hochufers beobachtet. Im Dorf lässt sich die Ausübung der Kulte für Asklepios, Hygieia und Jupiter nachweisen. Aus dem westlich der heutigen Landstraße 6 gelegenen Terrain stammt das Fragment eines Militärdiploms, das sich in die Jahre 161 bis 163 datieren lässt. Vor dem Kastelltor wurden drei Meilensteine entdeckt, deren Inschriften die Entfernung nach Aquincum mit 55 römischen Meilen angeben.
Die Lage des Gräberfeldes lässt sich heute noch nicht mit Sicherheit nachweisen. Möglicherweise lag es entlang der Trasse der antiken Limesstraße im Westen des Kastells. Darauf deuten Funde hin, die 1870 und 1950 bei Straßenbauarbeiten gemacht wurden. Dabei kamen mehrere römische Gräber und Steinsarkophage ans Licht.

## Fundverbleib
Das Fundmaterial und die Steindenkmäler aus Baracspuszta befinden sich zum größten Teil im Intercisa-Museum in Dunaújváros.

## Limesverlauf zwischen dem Kastell Annamatia bis zum Kastell Lussonium
Zwischen Baracs und Dunaföldvár wurde an einer nicht mehr lokalisierbaren Stelle ein Hortfund entdeckt, der aus mehr als 100 römische Münzen bestand. Diese Münzen konnten wissenschaftlich nicht aufgearbeitet werden. Sie umfassten die Regierungszeiten der Kaiser Philippus Arabs (244–249) bis Valerian (253–260) und Gallienus (260–268).
| Strecke | Name/Ort                                              | Beschreibung/Zustand |
| ------- | ----------------------------------------------------- | --- |
| 7       | Kastell Annamatia                                     | Die Landstraße 6 folgt bis zum Kastell Lussonium in den meisten Abschnitten dem ungefähren Verlauf der antiken Limesstraße. |
| 7       | Baracs (Burgus Annamatia 1)                           | Am Südrand des Gemeindegebietes von Baracs, nahe der Komitatsgrenze von Fejér und Tolna, befindet sich westlich der heutigen Landstraße 6 ein Burgus, der nur durch Luftbilder bekannt ist. Er wurde am hier höchsten Punkt des Aufstiegs der Limesstraße zu einer Hochebene errichtet. Der Straßenverlauf nach Norden führt in einen zur östlich fließenden Donau offenen Talkessel hinab. Dort lag das Kastell Annamatia. Die Besatzung des Straßenturms hatte nicht nur Sichtverbindung zur Garnison des Kastells, sondern auch zu einem gegenüberliegenden Turm, der am nördlichen Ende des Tales, ebenfalls auf einem Hochplateau stand (Burgus Intercisa 7). Die Trasse der antiken Limesstraße führte nahe an diesen Turmstellen vorbei. Es konnte festgestellt werden, dass Annamatia 1 östlich der südwestlich orientierten Limesstraße errichtet wurde. Der Archäologe Zsolt Visy nahm an, dass Intercisa 7 und Annamatia 1 in spätrömischer Zeit – im Zuge des valentinianischen Bauprogrammes – errichtet wurden. |
| 7       | Dunaföldvár (Burgus Annamatia 2)                      | Hinter Annamatia 1 weicht die Limesstraße einer tiefen Geländerinne aus und überschneidet sich am Nordrand von Dunaföldvár bei Kilometer 83 mit der heutigen Landstraße 6. Hier befindet sich westlich der Landstraße 6 ein kleiner Hügel, der von einem Kreuz bekrönt wird. Vom Burgus der auf diesem Hügel stand, finden sich heute nur noch verstreute Steintrümmer. Alter, Ausmaße und Form des Turmes sind nicht bekannt. Dunaföldvár ist der Fundort eines Meilensteins aus der Regierungszeit des Kaisers Maximinus Thrax (235–238). |
| 7       | Dunaföldvár (Burgus Annamatia 3)                      | Nach Annamatia 2 bis hinter Dunaföldvár verläuft die Limesstraße schnurgerade in südwestliche Richtung. Die nächste Turmstelle liegt am Nordrand eines großen, länglichen Hügels, der in südöstliche Richtung zur Donau und zum Stadtzentrum von Dunaföldvár hin flach abfällt. Von der Turmstelle aus liegt etwas nordwestlich, an der Landstraße 6, eine Kaserne. Ein Teil dieses hoch über der Limesstraße mit sehr guter Fernsicht gelegenen antiken Wachpostens wird heute von einem Bauernhof überlagert. Seine Fundamente waren im 18. Jahrhundert noch deutlich sichtbar und wurden vom italienischen Gelehrten Marsigli kartographisch festgehalten. Heute ist davon nur mehr eine Schutthalde zu sehen. An der Fundstelle wurde bislang nicht gegraben, deshalb kann auch nichts über das Alter dieses Turms gesagt werden. Feldbegehungen, die zwischen 2008 und 2010 durchgeführt wurden, erbrachten kein Fundmaterial. |
| 7       | Dunaföldvár (Burgus Annamatia 4)                      | Ein weiterer Turm wurde von Marsigli am Nordrand von Dunaföldvár, innerhalb des heutigen Stadtgebietes, kartographiert. Er befand sich auf einem Hügel, der sich über dem Rand des Donau-Hochufers erhebt. Auf der Darstellung ist zu erkennen, dass der Wachturm von einem quadratischen Doppelgraben umgeben war. Der genaue Standort des Turmes ist heute unbekannt. Aufgrund diverser Ungenauigkeiten bei Marsiglis Karte kann seine Lage nicht mehr festgestellt werden. |
| 7       | Dunaföldvár (Burgus Annamatia 5)                      | Während der Restaurierungsarbeiten am Burgberg von Dunaföldvár konnten auch römerzeitliche Kulturschichten beobachtet werden, in denen sich vor allem Keramik aus dem 1. und 2. Jahrhunderts n. Chr. fand. Einer der wichtigsten Waffenfunde aus Dunaföldvar ist ein vieldiskutierter, unvollständig erhaltener Prunkdolch, dessen Hauptverbreitungsgebiet in den Gebieten Raetia und dem angrenzenden rheinischen Grenzland lag. Das Objekt kam 1968 durch einen Privatankauf zur näheren Bestimmung in das Ungarische Nationalmuseum. Sein damaliger Besitzer hatte das Stück 1967 von Arbeitern erworben, die es samt Scheide beim Ausbaggern der Donau gefunden hatten. Als Datierungsansatz für diesen Dolch gab die Archäologin Edit B. Thomas (1923–1988) die Regierungszeiten der Kaiser Tiberius (14–37) und Claudius (41–54) an. Weiterer Fundobjekte in diesem Zusammenhang betrafen mehrere Schildbuckel – gleichfalls Flußfunde –, die teilweise gepunzte beziehungsweise getriebene Besitzerinschriften aufwiesen. Ein Stück war ornamentverziert. Die Archäologin Éva M. Kozák vermutete, dass hier einst ebenfalls ein römischer Wachturm gestanden haben könnte. Visy teilte diese Annahme nur bedingt, da für ihn die Grabungsergebnisse auf dem Burghügel keinerlei stichhaltige Hinweise für einen römischen Turm ergaben. Er nahm an, dass sich an dieser strategische wichtigen Stelle vor einem antiken Donau-Übergang dennoch ein wie auch immer angelegter, befestigter römischer Kontrollposten befand. Der heute an diesem Platz befindliche Turm ist der letzte Überrest der mittelalterlichen Feste. Er steht möglicherweise in geschichtlicher Kontinuität zu seinem Vorgänger, da er gleichfalls für die Überwachung der für den damaligen Handel wichtigen Flussüberfahrt zuständig war. Erst in den Jahren 1928/30 wurde hier eine Brücke über den Fluss geschlagen. Bis zur Kreuzung Dunaföldvár–Sárosd verläuft die antike Trasse deckungsgleich mit der heutigen Landstraße 6. Danach behält die antike Straße ihre Richtung bei und zieht schnurgerade unter den neuzeitlichen Häusern und Gärten entlang. Hinter Dunaföldvár beginnt der Anstieg zu einer Hochebene, die Pénzhányás (Münzhügel) heißt. Offenbar deutet die Bezeichnung auf die vielen römischen Münzen hin, die sich hier über Jahrhunderte fanden. |
| 7       | Missevár (Burgus Annamatia 13)                        | Die Existenz dieses Burgus ist lediglich eine Mutmaßung, die durch eine 1794 von F. Vertics angefertigte Landkarte gestützt wird. Auf der Karte wird der ovale Hügel, der diese Militärstation getragen haben könnte als colliculum Misse vár bezeichnet. Der Missevár (vár = Burg) wurde durch den modernen Straßenbau teilweise in Mitleidenschaft gezogen eine östliche Abzweigung der antiken Limesstraße führte westlich an dem Hügel vorbei und stieß etwas nördlicher auf den westlichen Arm der Trasse. Weder Luftbildbeflüge, noch Feldbegehungen oder Beobachtungen während der Straßenbauarbeiten brachten Erkenntnisse. Doch ging Visy trotz dieser negativen Befunde davon aus, dass der strategisch interessante Missevár ein idealer Standort für einen Burgus gewesen sein könnte. Der Archäologe vermutete weiter, dass es an dieser nördlich von Annamatia 6 gelegenen Stelle neben dem Burgus eine römische Siedlung an der nördlichen Hangkante gegeben haben könnte. Im ausgehenden 19. Jahrhundert war der nun folgende – jetzt streckenweise unter Feldern verborgene – Abschnitt der antiken Trasse noch begehbar. Sigmund Szelle, ein Hobbyarchäologe, beschrieb damals etwas ungenau den Streckenverlauf. |
| 7       | Bölcske (Burgus Annamatia 12)                         | Nach Bölcske führte offensichtlich eine Abzweigung des Hauptarms der Limesstraße. Der durch die Donau überflutete Ländeburgus Bölcske ist heute nur noch für die Unterwasserarchäologie zugänglich. |
| 7       | Landstraße 6, Kilometerstein 95 (Burgus Annamatia 6)  | Bei Annamatia 6 treffen die Limesstraße und die Landstraße, die einen großen Bogen nach Osten gemacht hat, fast wieder aufeinander. Eine 1950 entstandene Luftaufnahme zeigt den quadratischen Doppelgraben des höchstwahrscheinlich valentinianischen Burgus Annamatia 6 der rund 200 Meter westlich der Limesstraße angelegt wurde. Der Burgus befindet sich nahe dem Kilometerstein 95 am höchste Punkt einer nach Norden abfallenden Hochebene, im Grenzbereich zur heutigen Gemeinde von Bölcske. Sein Zentrum wurde früher von einem Feldweg durchschnitten, der heute nicht mehr existiert. Archäologische Prospektionen in Form von Feldbegehungen erbrachten zwei kleine bronzene Objekte des 4. Jahrhunderts n. Chr. Der Fundplatz ist lediglich anhand einiger verstreuter Stein- und Ziegelsteinfragmente erkennbar. Der äußere Graben besaß – durch seine mittlere Achse gemessen – eine Größe von rund 60 × 60 Metern, der inneren wird mit rund 30 × 30 Meter angegeben. Die im Luftbild dunkel erscheinende Fläche inmitten der Gräben besaß einen Umfang von rund 10 × 10 Metern. Begehungen vor Ort ergaben nur wenige Steinbrocken, so dass zumindest von einer teilweisen Errichtung des Bauwerks aus Stein ausgegangen werden muss. Der mutmaßliche nördlichere Burgus von Missevár (Burgus Annamatia 13) ist von diesem Standort rund 1400 Meter entfernt, bis zur Signalstation von Léanyvár (Burgus Annamatia 7), sind es 1280 Meter. |
| 7       | Törökhányás (Burgus Annamatia 14)                     | Ein möglicher, spätantiker Burgus-Standort. Die Stelle befindet sich auf einem Hügel, der auf der bereits genannten Karte von Vertics als Törökhányás (Türkenhügel) bezeichnet wird. Erst Feldbegehungen, die zwischen 2008 und 2010 durchgeführt wurden, erbrachten Dachziegelfragmente und Bruchsteine aus Basalt. |
| 7       | Török hányás (Burgus Annamatia 15)                    | Auf Vertics’ Karte wird eine prägnante Erhebung im Tal von Léanyvár Erhebung ebenfalls als Török hányás (Türkenhügel) genannt. Hier ließ sich über die Luftbildarchäologie eine dunkle Verfärbung sowie – sehr undeutlich – ein rechteckiger Doppelgraben identifizieren. Der Umfang des äußeren Grabens könnte rund 36 × 36 Meter, der innere rund 20 × 20 Meter betragen haben. Für einen spätantiken Burgus wären diese Werte sehr gering. Visy fand bei einer Feldbegehung lediglich ein paar Bruchsteine aus Basalt. Sollte sich dieser mutmaßliche Burgusstandort als wahr erweisen, wäre er ein Teil der spätantiken, westlich verlagerten Spur der Limesstraße und ein sehr seltenes Beispiel für eine östlich dieser Trasse gelegenen Station. 135 Meter südlich liegt der Burgus Annamatia 7. Bei Feldbegehungen, die zwischen 2008 und 2010 durchgeführt wurden, kamen auch Dachziegelfragmente ans Licht. |
| 7       | Bölcske-Léanyvár (Burgus Annamatia 7/Burgus Léanyvár) | Rund 1,3 Kilometer weiter südlich von Burgus Annamatia 6 lag Annamatia 7, gleichfalls westlich der Limesstraße über der an dieser Stelle heute ein Parkplatz liegt. Der Archäologiepionier Mór Wosinsky (1854–1907) war der erste, der hier aufgrund des angetroffenen römischen Fundmaterials einen militärischen Standort vermutete. Annamatia 7 wurde auf einem kleinen, jetzt landwirtschaftlich genutzten Hügel errichtet. Der einfache, rund 60 × 67 Meter umfassende rhomboide Graben, der wahrscheinlich als Holzturm ausgeführten Konstruktion, gibt einen Hinweis auf seine Entstehung während der Tetrarchie (293–306/324). Um den Turm, der im Volksmund Leányvár (Mädchenturm) heißt, rankt sich eine Sage, dass dort einst ein schönes Haus für Mädchen gestanden haben soll, dessen Erbauer die Familie derer von Madai gewesen sein sollen. Das Münzgut von diesem Platz stammt aus dem 4. Jahrhundert n. Chr. Heute ist hier nichts mehr zu sehen. |
| 7       | Bölcske-Léanyvár (Burgus Annamatia 18)                | Rund 300 Meter südlicher von Burgus Léanyvár – zwischen der Autobahn M6 und der Landstraße 6 – liegt unter landwirtschaftlich genutzter Fläche Annamatia 18. Die im Luftbild deutlich sichtbare Form zeigt einen typisch spätrömischen Burgus aus der Zeit des Kaisers Valentinians I. mit einem umlaufenden, rechteckigen Doppelgraben. Beide Gräben messen rund 60 × 60 und 30 × 30 Meter und entsprechen damit dem nördlicher gelegenen Burgus Annamatia 6. Inmitten der Gräben zeigt das Luftbild eine leicht abgedunkelte Stelle. Dort ist der eigentliche Wohn- und Wachtturm zu suchen. |
| 7       | Landstraße 6, Kilometerstein 98 (Burgus Annamatia 8)  | Genau bei Kilometer 98 befand sich einst ebenfalls ein – höchstwahrscheinlich – valentinianischer Burgus, der an der Westseite der nach Süden laufenden Limesstraße errichtet wurde. 2006 konnte hier der Verlauf dieser antiken Trasse unter der heutigen Landstraße 6 nachgewiesen werden. Die auf einem flachen Turmhügel errichtete Anlage wurde erstmals 1978 mit Hilfe eines Luftbildes identifizierbar. In diesem Bereich überschneidet sich die leicht bergab laufende Limesstraße wieder kurzfristig mit der Trasse der heutigen Landstraße. Den Burgus umgab ein quadratischer Doppelgraben, der sich exakt an der Straße ausrichtete und nur wenige Meter von ihr entfernt war. Der äußere Graben besaß – durch seine mittlere Achse gemessen – eine Größe von rund 45 × 45 Meter, der inneren wird mit 30 × 30 Meter angegeben. Visy fand bei einer Feldbegehung diverse Ziegel- und Steinfragmente. Auf Grundlage von Lesefunden wie ein bronzener Kleinfollis aus der Regierungszeit des Kaisers Konstantin (306–337). kann die Turmstelle in das 4. Jahrhundert datiert werden. Bereits 1876 wurde in der Nähe ein Meilenstein entdeckt, der aus der Regierungszeit des Kaisers Macrinus (217–218) stammte. Laut seiner Inschrift war er 66 Meilen von Aquincum entfernt aufgestellt worden. Das Terrain wird heute landwirtschaftlich intensiv genutzt. Den Westteil des nicht sichtbare Burgus überschneidet die moderne Landstraße. |
| 7       | Mádai/Hádai-Hügel (Burgus Annamatia 16)               | Erstmals 1978 durch ein Luftbild dokumentiert, wird eine stark rautenförmige, Struktur über dem Nordostrand des Gyűrűs-Tales auf dem plateauförmigen Mádai-Hügel sichtbar. An der Ostseite der Bodenverfärbung verläuft die Limesstraße durch das südliche Grenzgebiet der Gemeinde Bölcske hinab in das Tal. Eine der Flanken der Turmstelle verläuft fast parallel zur Trasse. Dunkle Streifen um Annamatia 16 belegen das rund 30 × 30 Meter umfassende Grabenwerk, die eine rund 20 × 20 Meter große Turmstelle umfassen, deren Überreste gleichfalls eine dunkle Verfärbung aufweisen. Visy vermutete, dass der hier belegte Turm in Holzbauweise ausgeführt war. Türme mit einem einzigen, rautenförmigen Graben sind nicht selten an diesem Abschnitt der Limesstraße, wobei der Graben bei Annamatia 16 kleiner ist, als der Durchschnitt. |
| 7       | Mádai/Hádai-Hügel (Burgus Annamatia 11)               | Einige Luftaufnahmen dokumentieren mehrere Grabenspuren an der Südspitze des Mádai-Hügels hoch über dem Gyűrűs-Tal. Einer dieser Gräben erscheint halbkreisförmig und besitzt einen Durchmesser von rund 250 Metern. Mit einem seiner Enden grenzt er an die Hügelspitze. Neben einem weiteren, rechteckigen Graben von rund 50 × 50 Metern der in diesem Bereich am Rand des Hügelplateaus erkannt werden kann, gibt es noch einen dritten Graben mit einem Umfang von rund 30 × 30 Metern. Da in dem Randbereich der Plateauspitze eine große Anzahl bronzezeitlicher Keramikscherben zu Tage kam, ist der rund 20 Meter breite Kreisgraben wohl nichts anderes, als die Umwehrung einer entsprechend alten Siedlung. Während einer Feldbegehung stellte Visy um die Jahrtausendwende in dem Bereich des abgewinkelten Grabens zwar lediglich prähistorisches Fundgut fest, doch steht für ihn aufgrund der Luftbilddokumentation fest, dass hier, an der Südspitze des Hügel ein römischer Wachturm gestanden hat, von dem aus das Umland weithin einsehbar war. Von der Fundstelle stammt eine kleine Bronzemünze des Caesars Crispus (Caesar ab 317–326). An der Oberfläche hat sich kein Hinweis auf die antiken Strukturen erhalten. |
| 7       | Gyűrűs-Tal (Burgus Annamatia 9)                       | Nach der Durchquerung des Gyűrűs-Tales steigt die Limesstraße zu einem Hügel an der Südflanke des Tales an. Der Straßenturm wurde anhand einer Luftaufnahme identifiziert. Anhand eines 1995 durch den Luftbildarchäologen Otto Braasch aufgenommenen Fotos wurde nicht nur der Doppelgraben dieser Anlage, sondern auch die etwas östlicher verlaufende Limesstraße deutlich. |
| 7       | Burgus Annamatia 10 (fragliches römisches Bauwerk)    | Teilweise freigelegt wurde ein rundes Bauwerk. Es befindet sich auf einer Höhe zwischen dem Nagyles- und dem Kisles-Tal am Ostrand der Lösshügel im südlichen Grenzgebiet der Gemeinde Bölcske. Szelle fand die Stelle und untersuchte dessen Umfeld. Das Innere des Rundbaus wurde mit 6,5 Metern im Durchmesser vermaßt, seine Wandstärke betrug während der Untersuchungen 0,7 Meter. Visy stellte im 20. Jahrhundert, bei einer Begehung im Umfeld des Bauwerks, noch einige römische Ziegel und etwas südlicher viele prähistorische Keramikscherben fest. Wosinsky, der ein gleichfalls in der Nähe entdeckte bronzezeitliche Siedlung ergrub, nahm sich auch den Rundbau vor. Er notierte, dass er dort, „im südlichen Bereich des Verteidigungsgrabens“, auf römische Ziegel und Keramik stieß. Trotz dieser vereinzelten römischen Funde hält es Visy aufgrund fehlender, genauer Befunde als noch nicht erwiesen, Annamatia 10 als einen römerzeitlichen Funktionsbau anzusehen. In der Nähe gelegene weitere Mauerreste sowie etliche Skelettfunde, die am Hang des Kisles-Tales noch immer zu Tage treten, gehören zu einer mittelalterlichen Siedlung mit Kirche und Friedhof. Somit könnten die antiken Befunde von diesem Platz auch aus sekundären Verwendungen stammen. |
| 7       | Dunakömlőd                                            | Das Kastell Lussonium wurde auf einem mächtigen Lösshügel unmittelbar über der Donau errichtet. Durch eine massive Flussbegradigung im 19. Jahrhundert hat sich die antike topographische Situation stark verändert. |

## Denkmalschutz
Die Denkmäler Ungarns sind nach dem Gesetz Nr. LXIV aus dem Jahr 2001 durch den Eintrag in das Denkmalregister unter Schutz gestellt. Die römischen Fundstellen aus Szekszárd und Umgebung gehören als archäologische Fundstätten nach § 3.1 zum national wertvollen Kulturgut. Alle Funde sind nach § 2.1 Staatseigentum, egal an welcher Stelle der Fundort liegt. Verstöße gegen die Ausfuhrregelungen gelten als Straftat bzw. Verbrechen und werden mit Freiheitsentzug von bis zu drei Jahren bestraft.